# Lannebert
 Lannebert  (en bretón Lannebeur) es una población y comuna francesa, situada en la región de Bretaña, departamento de Côtes-d'Armor, en el distrito de Saint-Brieuc y cantón de Lanvollon.

## Demografía
| 395 | 342 | 339 | 381 | 353 | 354 |
| Para los censos de 1962 a 1999 la población legal corresponde a la población sin duplicidades (Fuente: INSEE [Consultar]) |     |     |     |     |     |